# 서울버들초등학교
서울버들초등학교는 대한민국 서울특별시 송파구 잠실 3동에 있는 공립 초등학교이다.

## 학교 정보
- 2007년 11월 29일: 개교
- 2027년 11월 29일: 개교 20주년

## 참고 자료
- 서울버들초등학교 - 한국교육학술정보원 학교알리미